# Connarus wurdackii
Connarus wurdackii là một loài thực vật có hoa trong họ Connaraceae. Loài này được Prance mô tả khoa học đầu tiên năm 1971.